# Act of War: High Treason
Act of War: High Treason (viết tắt là AOW:HT) là bản mở rộng của game Act of War: Direct Action do hãng Eugen Systems phát triển và Atari phát hành vào ngày 24 tháng 3 năm 2006 ở châu Âu và ở Bắc Mỹ ngày 30 tháng 5 năm 2006.

## Cốt truyện
Cốt truyện của Act of War: High Treason diễn ra trong suốt ba ngày, ba năm sau khi các sự kiện xảy ra trong Act of War: Direct Action. Vào đêm trước của cuộc bầu cử Tổng thống Mỹ, Tổng thống Baldwin bị ám sát bằng một thiết bị nổ khi đoàn xe của ông đang rời khỏi Nhà Trắng. Trong lúc đó, hai ứng cử viên tổng thống là Thượng nghị sĩ Watts và Phó Tổng thống Cardiff bị tấn công. Thiếu tá Jason Richter của biệt đội Task Force Talon lại phải can thiệp, lần lượt gửi Thượng sĩ Ray Jefferson và Trung sĩ Oz Jackson tới giải cứu Thượng nghị sĩ Watts và Phó Tổng thống Cardiff. Mặc dù cả hai đều thành công trong nhiệm vụ của mình, Thượng nghị sĩ Watts đã biến mất ngay sau đó và được các quan chức thông báo chết một cách bí ẩn. Phó Tổng thống Cardiff vẫn còn sống sót và trở thành Tổng thống mới của nước Mỹ.
Một số quan chức chính phủ quan trọng bao gồm Tướng Kelley của quân đội Mỹ đã bị bắt về tội âm mưu và ám sát. Tuy nhiên, Red Cell, đơn vị quân sự chịu trách nhiệm hộ tống Watts vẫn chưa bị nghi ngờ. Richter bèn gửi Oz Jackson đến Fort McCoy, Wisconsin để gặp Đại tá Whitemore, lãnh đạo của Red Cell. Thế nhưng vừa đặt chân đến nơi thì lại bị quân đội Mỹ tấn công và bắt giữ vì tội xâm nhập trái phép. Richter vội điều động một đơn vị nhỏ thuộc đội Task Force Talon đến giải cứu Oz Jackson và trốn thoát. Riêng Jefferson phải ở lại để tìm hiểu điều gì đang thực sự xảy ra. Với sự giúp đỡ của Jefferson, Richter và Task Force Talon đã lần ra dấu vết máy bay vận tải C-17 Globemaster của Whitemore đang chở một lô hàng toàn những thùng sinh học USAMRIID đến Cancún, México. Ở México, họ phải đương đầu với người nhận lô hàng này: Consortium, một tổ chức quân sự đen tối rất tiên tiến và được sự tài trợ hùng hậu tưởng chừng đã bị tiêu diệt trong các sự kiện của phiên bản trước đó. Task Force Talon cũng phát hiện ra rằng thùng hàng sinh học có chứa X-357, một loại virus gây nguy hại đến động vật, nhưng vô hại đối với con người. Task Force Talon bèn trưng dụng một chiếc tàu hộ vệ lớp Visby của Consortium và trốn đến Cancún, đuổi theo bộ ba tàu ngầm lớp Typhoon của Consortium đang chở các nguyên mẫu sinh học.
Thiếu tá Richter và Task Force Talon giờ đã chính thức mang tiếng xấu như những kẻ phản bội, thì tình cờ gặp được Đô đốc Burns và chiếc tàu tấn công đổ bộ USS Tarawa. Đang lúc giao tranh với quân Consortium, Burns giúp họ tiêu diệt hai trong số ba tàu ngầm rồi sau đó đổ bộ lực lượng của mình lên đảo quốc Cuba. Ở Cuba, họ phát hiện ra rằng Tổng thống Cardiff đang câu kết với Consortium và là kẻ chủ mưu vụ ám sát cựu Tổng thống Baldwin. Task Force Talon quyết định tập kích vào một đồn điền lớn của Consortium ở Cuba nhằm tìm kiếm chiếc tàu ngầm mới nhất và chuyên gia vũ khí sinh học của Consortium, Tiến sĩ Morelos. Mặc dù Task Force Talon đã thất bại trong việc dò tìm nơi ở của Tiến sĩ Morelos hoặc lấy mẫu vật sinh học, bù lại họ phát hiện và giải cứu Thượng nghị sĩ Watts hiện vẫn còn sống. Chuyển ông đến một căn cứ hải quân Mỹ thân thiện ở Bahamas, Watts đã cho đăng đàn bằng một bài phát biểu trước người dân Mỹ trên truyền hình trực tiếp làm chứng chống lại Cardiff và Consortium. Cardiff giận điên lên khi biết được sự việc nên đã ra lệnh cho Whitemore bằng mọi cách phải tiêu diệt cho bằng được Richter. Tiến sĩ Morelos đồng ý nhưng tuyên bố rằng Cardiff đã vượt qua được tính hữu dụng của mình. Thiếu tá Richter và quân đội Mỹ có nhiệm vụ bảo vệ căn cứ hải quân chống chọi lực lượng Consortium đợi cho đến khi Watts kết thúc bài phát biểu và được sơ tán đến Washington D.C. để cá nhân ông có thể làm chứng chống lại Cardiff tại Quốc hội Mỹ. Task Force Talon đồng thời còn phát hiện ra rằng Consortium đang lên kế hoạch biến đổi chủng loại virus X-357 làm cho nó có khả năng giết người, nhưng điều này chỉ có thể được thực hiện trong một môi trường như bên ngoài vũ trụ.
Task Force Talon vội vàng đi đến Mũi Canaveral là nơi mà virus X-357 dự kiến sẽ được ra phóng bay vào không gian qua tàu con thoi Liberty. Jefferson đã cố gắng ngăn chặn vụ phóng tàu con thoi nhưng thất bại. Các Sư đoàn Nhảy dù số 52, 104 và 81 đang canh giữ địa điểm bãi phóng đã tấn công vào nhóm Task Force Talon lúc đó vẫn còn mang tiếng như những kẻ phản bội. Không lâu sau đó, Quốc hội đã luận tội Tổng thống Cardiff. Kế đến, Tướng Kelley được phục chức và các sư đoàn 52 và 81 được lệnh ngừng bắn với Task Force Talon; riêng sư đoàn 104 dưới sự chỉ huy của Đại tá Whitemore và Consortium là vẫn tiếp tục chiến đấu thì bị đánh dẹp. Tàu con thoi Liberty được theo dõi qua bãi đáp của nó ở sa mạc Taklamakan vùng Trung Á, qua đó xác định được vị trí hoạt động của trụ sở chính thuộc quyền quản lý của Consortium. Sau đó, quân đội Mỹ đã tấn công địa điểm bãi phóng và diệt trừ tận gốc loại virus này bằng một quả bom thực nghiệm. Tàn quân của Consortium đã bị tiêu diệt sạch. Đoạn phim kết thúc tiết lộ rằng cơ thể của Cardiff đã được tìm thấy trên một dòng sông, trong khi chiến dịch tranh cử Tổng thống của Thượng nghị sĩ Watts hầu như không mấy khó khăn. Thiếu tá Richter và các nhân viên khác của Task Force Talon, được cho là mất tích trong khi thi hành nhiệm vụ thì hóa ra lại đang đi nghỉ mát ở Bahamas.

## Phe phái
Quân đội MỹTrong Act of War: High Treason, quân đội Mỹ là thuật ngữ chung để chỉ lực lượng chiến đấu quy ước của Hoa Kỳ, bao gồm Lục quân, Hải quân, Không quân và Thủy quân lục chiến. Nhờ được trang bị loại vũ khí quy ước tốt nhất, quân đội Mỹ luôn tự hào có sức mạnh vô song. Tuy vậy, họ không được linh hoạt như Task Force Talon hoặc Consortium. Quân đội Mỹ sử dụng một loại đơn vị chuyên môn khác nhau đối với từng loại nhiệm vụ riêng biệt.
Task Force TalonTask Force Talon là một lực lượng đặc nhiệm phối hợp và biệt đội hành động trực tiếp. Bằng cách sử dụng vũ khí và công nghệ của tương lai, họ có thể được triển khai ở bất cứ đâu trên thế giới một cách nhanh chóng. Task Force Talon sử dụng các đơn vị đa chức năng, để mỗi đơn vị của lực lượng đặc nhiệm được quyền ứng biến và khả năng xử lý nhiều hơn một loại nhiệm vụ.
ConsortiumMột tổ chức quân sự ngầm cực lớn với kinh phí dồi dào hơn, Consortium theo đuổi chương trình nghị sự của riêng mình thông qua một sự kết hợp của các cuộc tấn công khủng bố và hành động quân sự thông thường. Lực lượng của họ là một sự pha trộn của trang thiết bị khối Liên Xô hùng mạnh và công nghệ đặc biệt tiên tiến ngang tầm với Task Force Talon, bao gồm cả các dự án bí mật với cả Nga và Mỹ.
Lính đánh thuêLính đánh thuê được chiêu mộ tại một công trình gọi là Mercenary Outpost. Lực lượng này cầu một khoản tiền bảo hiểm ban đầu và tiêu tốn một số tiền nhỏ hơn trong khoảng thời gian năm giây. Tiền bảo hiểm được hoàn trả toàn bộ hoặc một phần khi nhóm lính đánh thuê được tung ra, tùy thuộc vào có bao nhiêu lính đánh thuê còn sống. Chỉ có một nhóm lính đánh thuê bất cứ loại nào mới được bất kỳ người chơi nào chiêu mộ trong một trò chơi.

## Mini-game
- Marine One Down: Mục tiêu của trò này là bắt giữ Tổng thống cho bằng được. Bất cứ người chơi nào nhận được một đơn vị trong vòng một khoảng cách nhất định sẽ kiểm soát được Tổng thống. Mục tiêu là di chuyển đơn vị POTUS đến một căn cứ sơ tán được xác định trước tại góc cạnh bản đồ, với mỗi người chơi cần phải đưa Tổng thống đến một vị trí khác nhau. Không có việc xây dựng căn cứ trong mục chơi này; thay vào đó, người chơi phải chiếm giữ các boongke rải rác khắp bản đồ để được tăng viện binh.
- Scud launcher: Chế độ này là cơ bản giống như một trò chơi thông thường nhưng với một khuynh hướng: Tất cả người chơi đều không thể xây dựng vũ khí chiến thuật và vũ khí chống chiến thuật, nhưng ở giữa bản đồ có một dàn tên lửa Scud với một vòng tròn xung quanh nó. Bất cứ ai vào trong vòng tròn này sẽ điều khiển được tên lửa Scud và cho phép họ bắn tên lửa Scud mỗi lần 2 phút. Dàn phóng tên lửa sẽ bị phá hủy, nó sẽ phát nổ dữ dội, gây thiệt hại to lớn cho tất cả mọi thứ trong vòng bán kính cực lớn,nhằm ngăn chặn người chơi tránh việc giữ dàn phóng tên lửa an toàn tại căn cứ của mình.